# 2009
سنة 2009 م هي سنة في التقويم الميلادي 2009 وتم اختيارها:
- السنة الدولية لعلم الفلك.[1][2]
- السنة الدولية للألياف الطبيعية.[3]
- السنة الدولية للمصالحة.[4]
- سنة الثور حسب التقويم الصيني.

## أًحْدَاثْ

### يناير
- نفذت القوات الجوية الإسرائيلية ضربة جوية على السودان، تبعها ضربة أخرى في فبراير، ذكرت التقارير أن الأهداف كانت قوافل أسلحة متجهة إلى غزة.
- 1 يناير -
  - لقى ما لا يقل عن 61 شخصا مصرعهم في حريق في بانكوك خلال احتفالات العام الجديد.
  - سلوفاكيا تجعل اليورو عملة وطنية لها، ليحل محل كرونة سلوفاكية.
- 3 يناير - إسرائيل تشن غزو بري على غزة.
- 7 يناير - روسيا تغلق جميع إمدادات الغاز إلى أوروبا عبر أوكرانيا.
- 8 يناير : زلزال بقوة 6.1 على مقياس ريختر يضرب كوستاريكا.
- 12 يناير - قرر مجلس حقوق الإنسان تشكيل بعثة الأمم المتحدة لتقصي الحقائق بشأن النزاع في غزة.
- 13 يناير - القوات العسكرية الإثيوبية تبدأ الانسحاب من الصومال، حيث حاول الحفاظ على النظام ما يقرب من عامين.
- 15 يناير - حادث الطائرة خطوط الولايات المتحدة الجوية الرحلة 1549 في نهر هدسون
- 18 يناير - نهاية الهجوم على قطاع غزة والذي بدأ في 27 ديسمبر 2008.
- 20 يناير - باراك أوباما أصبح أول أمريكي من أصل أفريقي، ورئيس الولايات المتحدة الأمريكية الـ 44.
- 22 يناير - الرئيس الأمريكي باراك اوباما يعلن وجود بوادر لإغلاق معتقل غوانتانامو في غضون سنة واحدة.
- 30 يناير - نهاية حرب الصومال والتي بدأت في 20 ديسمبر 2006.

### فبراير
- 1 فبراير - بطريرك موسكو كيريل الأول تمّ تنصيبه بطريرك للكنيسة الأرثوذكسية الروسية.
- 2 فبراير - الرئيس الإيراني محمود احمدي نجاد يعلن عن إطلاق إيران قمرها الخاص «أوميد».
- 7 فبراير - حرائق الغابات الأكثر دموية في تاريخ أستراليا، مقتل 210 شخصا، وإصابة أكثر من 500، ومغادرة 7500 لأراضيهم بلا مأوى. الحرائق تأتي بعدأن سجلت ميلبورن أعلى درجة حرارة (46.4 درجة مئوية، 115 فهرنهايت)أي عاصمة في أستراليا.ويعتبر الانحباس الحراري عاملا أساسيا في ظهور هذه الحرائق.
- 10 فبراير - قمرين اصطناعيين روسي وأمريكي اصطدما فوق سيبيريا، نتج عنه تكون كميات كبيرة من الحطام في الفضاء.
- 11 فبراير - مورغان تسفانجيراي أدى اليمين الدستورية ليكون رئيسا جديدا للوزراء في زيمبابوي بعد اتفاق تقسم خلاله السلطة بينه وبين الرئيس روبرت موغابي وذلك في أيلول / سبتمبر 2008.
- 17 فبراير - حركة العدل والمساواة المتمردة في دارفور، السودان توقع اتفاقا مع الحكومة السودانية، للتخطيط من أجل وقف لإطلاق النار في غضون 3 أشهر المقبلة.
- 25 فبراير—أعضاء الحرس البنغلاديشية، القوة شبه العسكرية تبدأ حركة التمرد في بنغلادش. ومقتل أكثر من 80 شخصا اثر هذا الحدث.
- 26 فبراير - الرئيس الصربى السابق ميلان ميلوتينوفيتش تمت تبرئته من قبل المحكمة الجنائية الدولية ليوغوسلافيا السابقة بشأن جرائم حرب ضد الإنسانية خلال حرب كوسوفو.

### مارس
- 4 مارس - المحكمة الجنائية الدولية تصدر مذكرة توقيف بحق الرئيس السوداني عمر حسن البشير بارتكاب جرائم حرب وجرائم ضد الإنسانية في دارفور. البشير هو أول رئيس دولة ان توجه إليهم المحكمة الجنائية الدولية منذ إنشائها في عام 2002.
- 17 مارس—رئيس مدغشقر مارك رافالومانانا تمت الإطاحة به في انقلاب عسكري، بعد شهر من المسيرات في أنتاناناريفو. الجيش يعين زعيم المعارضة أندري رجولينا رئيسا جديدا للجمهورية.

### أبريل

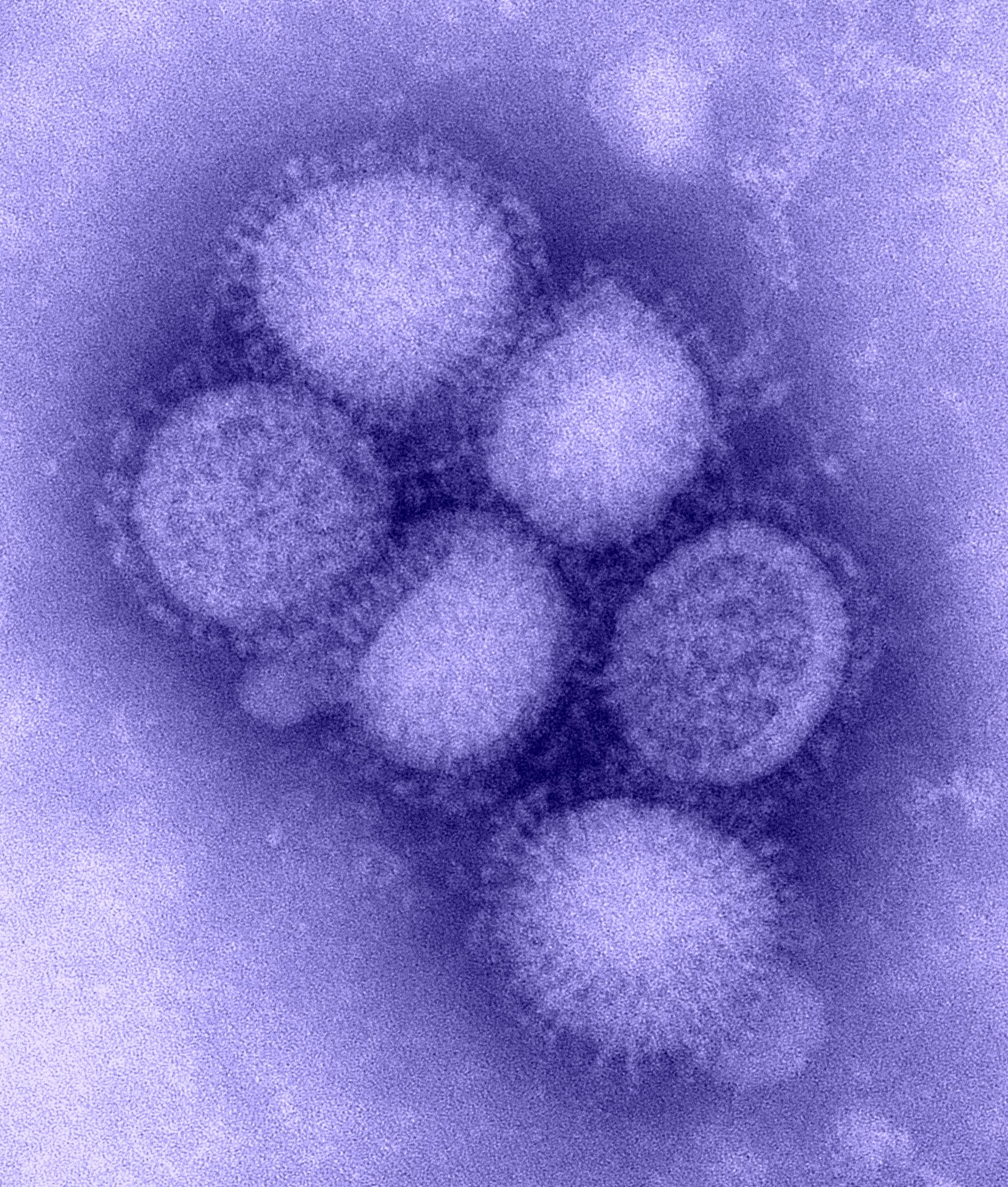
صورة تحدد فيروس إتش 1 إن 1 التقطت عبر المجهر الإلكتروني في معامل سي دي سي.

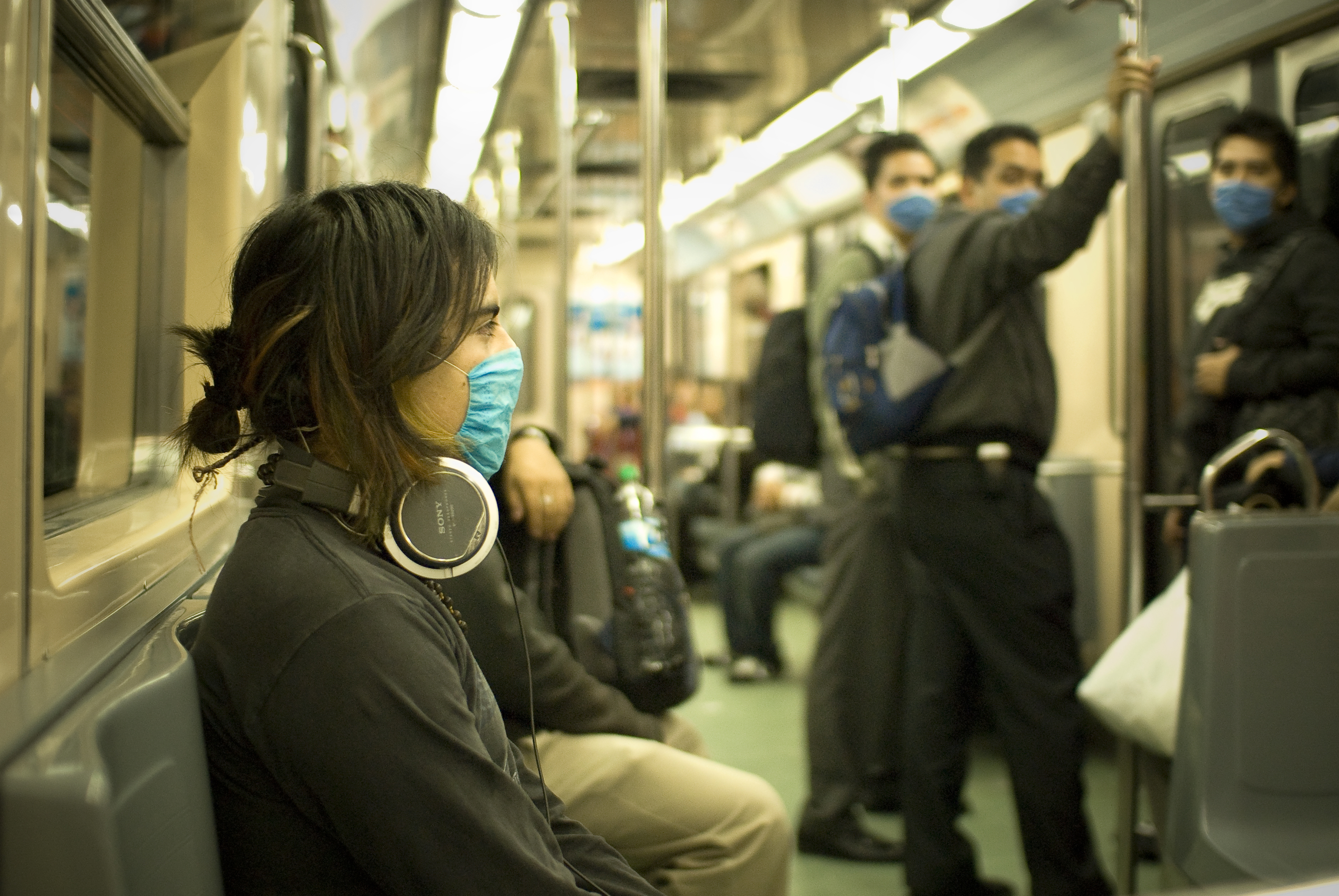
مسافرو القطار في المكسيك يلبسون أقنعة واقية.

- 15 أبريل - نهاية الحرب الشيشانية الثانية التي بدأت في 26 أغسطس 1999.
- 20 أبريل - انعقاد مؤتمر ديربان الاستعراضي الذي نظمته الأمم المتحدة لمناهضة العنصرية، انتهى المؤتمر في 24 من الشهر نفسه.
- 25 أبريل - ظهور مرض إنفلونزا الخنازير في المكسيك وانتقاله إلى الولايات المتحدة.
- 28 أبريل - رفعت منظمة الصحة درجة الإنذار من إنفلونزا الخنازير إلى الرابعة بسلمِ ست درجات في وقت ارتفع فيه عدد الوفيات إلى 149 بالمكسيك.[5]

### مايو
- 6 مايو - مقتل 100 أفغاني في قصف أميركي لمستشفى في هرات.[6]
- 28 مايو - انفجار انتحاري وقع أثناء صلاة المغرب في مسجد أمير المؤمنين علي بن أبي طالب بمدينة زاهدان الإيرانية وأسفر عن مقتل 20 شخصًا وإصابة 50 آخرين.

### يوليو
- 4 يوليو - الموجة الأولى من هجمات سيبرانية استهدفت مؤسسات حكومية ومالية ووكالات أنباء في كوريا الجنوبية والولايات المتحدة، وقعت موجتان بعد هذه، في 7 و9 من نفس الشهر.
- 17 يوليو - تفجيرات في جاكرتا عاصمة إندونيسيا، تسفر عن مقتل 11 شخصًا، وإصابة 52 آخرين.

### أغسطس
- 3 أغسطس : زلزال بقوة 6.9 على مقياس ريختر يضرب المكسيك.
- 5 أغسطس - محمد ولد عبد العزيز يتولى رئاسة موريتانيا.
- 11 أغسطس - إصابة رئيس كوستاريكا اوسكار أرياس، بمرض انفلونزا الخنازير.

### سبتمبر
- 12 سبتمبر - حركة الشاي تنظم مسيرة دافعي الضرائب في واشنطن.
- 23 سبتمبر - افتتاح جامعة الملك عبد الله للعلوم والتقنية متزامنًا مع الذكرى التاسعة والسبعين لتوحيد المملكة العربية السعودية.
- 28 سبتمبر - ذبح الجيش الغيني 157 متظاهرا على الأقل في استاد 28 سبتمبر خلال احتجاج ضد الحكومة التي وصلت إلى السلطة في انقلاب في العام السابق.[7]
- 30 سبتمبر - هز زلزال بلغت سرعته 7.6 Mw في سومطرة بإندونيسيا، وبلغت شدته القصوى حسب مقياس ميركالي المعدل الثامن VIII (شديد)، مما أسفر عن مقتل 1115 شخصًا على الأقل.[8]

### أكتوبر

واجهة ويندوز 7

- 7 أكتوبر - إطلاق جوجل كروم بصدور النسخة التجريبية.
- 22 أكتوبر - طرح النسخة النهائية من نظام التشغيل ويندوز سفن.
- 18 أكتوبر - تفجيرات انتحارية في اجتماع بمدينة بيشين الإيرانية في محافظة سيستان وبلوشستان من قبل مجموعة جند الله، أسفرت عن مقتل 43 شخصًا على الأقل بينهم عدة قادة بارزين من حرس الثورة الإسلامية كالعميد نور علي شوشتري نائب قائد القوات البرية لحرس الثورة الإسلامية.

### نوفمبر
- 19 نوفمبر - الكشف عن خطة عمل عملية القفص الانقلابية في تركيا.
- 25 نوفمبر - وفاة 116 وأكثر من 350 مفقودًا بسبب سيول مدينة جدة.

## وفيات

### يناير
- 2 يناير -  الشيخ راشد بن أحمد المعلا، حاكم إمارة أم القيوين .
- 13 يناير -  منصور الرحباني الملحن اللبناني الكبير.
- 15 يناير -  مقتل سعيد صيام القيادي في حركة حماس ووزير الداخلية الذي اغتالته طائرات الاحتلال الإسرائيلية .
- 18 يناير -  علي سلطان ممثل كويتي.
- 19 يناير -  العلامة حسين علي محفوظ، أديب ومؤرخ عراقي عن عمر ناهز 83 عام أثر أزمة قلبية، ودفن في مدينة الكاظمية.

### فبراير
- 17 فبراير -  يوجينيا كالي، باحثة أمريكية في السرطان والأوبئة.

### مارس
- 6 مارس -  الفنان الكويتي بدر القطامي، مؤسس المدرسة التشكيلية في كويتي.
- 26 مارس -  شوقي شامخ، ممثل مصري.
- 30 مارس -  ناجي جبر، ممثل سوري.
- 31 مارس -  سلطان الشاعر، ممثل اماراتي، أشهر الأدور التي مثلها هو دور اشحفان القطو.

### إبريل
- 10 أبريل -  السيد راضي، ممثل ومخرج مسرحي مصري.
- 23 أبريل -  عمر بهمن، سياسي من البوسنة والهرسك.
- 29 أبريل -  محمد سالم بن عدود موريتاني

### مايو
- 1 مايو -  خالد أحمد المضف، وزير ونائب سابق بمجلس الأمة الكويتي.
- 7 مايو -  بداه بن البوصيري فقيه موريتاني.
- 17 مايو -  ماريو بينديتي، كاتب روائي أوروغواني.
- 26 مايو -  كاورو كوريموتو، مؤلفة يابانية.

### يونيو
- 14 يونيو -
  -  عبد الله الرشيد ، سياسي كويتي.
- 25 يونيو -
  -  فرح فاوست، ممثلة أمريكية.
  -  مايكل جاكسون، مغني بوب أمريكي.

### يوليو
- 5 يوليو -  محمود فرج، ممثل مصري.

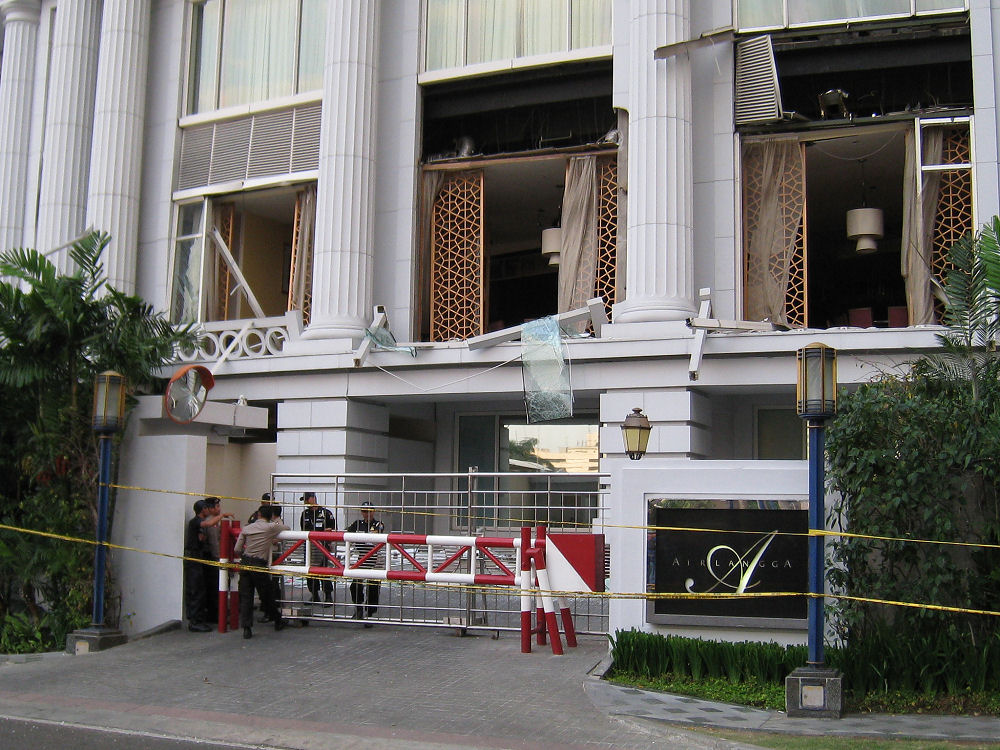
تفجيرات جاكرتا

- 6 يوليو -  روبرت ماكنامارا، وزير دفاع الولايات المتحدة الأمريكية.
- 17 يوليو -
  -  محمود فوزي، إعلامي مصري.
  -  مائير عاميت، قائد عسكري إسرائيلي.
- 18 يوليو -  هنري الينغهام، بريطاني آخر الباقين على قيد الحياة من قدامى المحاربين في الحرب العالمية الأولى عن عمر ناهز 113 عاما.
- 20 يوليو -  تاكاهيرو ياماتو، مؤلف ياباني.

### أغسطس
- 1 أغسطس -  كورازون أكينو، رئيسة الفلبين.
- 26 أغسطس -  عبد العزيز الحكيم، رئيس المجلس الأعلى الثورة الإسلامية في العراق.
- 26 أغسطس -  زياد الرفاعي، ممثل سوري.

### سبتمبر
- 12 سبتمبر -  ردينة معلا، سباحة سورية.

### أكتوبر
- 3 أكتوبر -  فاطمة الشفاء السنوسي، ملكة ليبيا السابقة، وأرملة الملك إدريس السنوسي.
- 23 أكتوبر -  ناظم الغبرا، طبيب كويتي.
- 31 أكتوبر-  مصطفى محمود، باحث ومفكر مصري.

### نوفمبر
- 2 نوفمبر -  هيا بنت عبد العزيز آل سعود، أميرة سعودية.
- 18 نوفمبر -  عبد العزيز الفهد، ممثل كويتي.
- 29 نوفمبر -  زهير الكرمي، عالم وباحث فلسطيني.

### ديسمبر
- 3 ديسمبر -  بدرية رأفت، ممثلة مصرية
- 3 ديسمبر -  جاسم الصالح، ممثل كويتي
- 4 ديسمبر -  اوماجا، نجم مصارعة حرة أمريكي.
- 7 ديسمبر -  فرمان علي خان ، باكستاني توفي في حادثة سيول جدة.
- 9 ديسمبر -  عثمان جوريو، شاعر ورجل مقاومة مغربي.
- 12 ديسمبر -  مجد الأسد، شقيق الرئيس السوري بشار الأسد.
- 13 ديسمبر -  بول سامويلسون، اقتصادي أمريكي حائز على جائزة نوبل في الاقتصاد.
- 17 ديسمبر -  أمين الحافظ، الرئيس الأسبق للجمهورية العربية السورية
- 20 ديسمبر -  بريتني ميرفي، ممثلة أمريكية
- 22 ديسمبر -  محمد الأمير، ممثل كويتي.
- 28 ديسمبر -  الحبيب بورقيبة الابن، 82، سياسي تونسي.
- 30 ديسمبر -  عبد الرحمن وحيد الرئيس الإندونيسي الأسبق.
- 30 ديسمبر -  عبد الامير مطر مخرج كويتي الأسبق.

## جوائز عالمية

### جائزة نوبل
- في الفيزياء – الأمريكان تشارلز كاو وويلارد بويل وجورج سميث.
- في الكيمياء – مناصفة بين الأمريكيين فينكاترامان راماكريشنان وتوماس ستايتز والإسرائيلي عدا يونث.
- في الطب – الأمريكيين إليزابيث بلاكبيرن وجاك زوستاك وكارول غريدر.
- في الأدب – الألمانية هيرتا مولر.
- في السلام – الأمريكي باراك أوباما.
- في الاقتصاد – الأمريكيان أوليفر وليامسون وإلينور أوستروم.

### جائزة الملك فيصل العالمية
- في خدمة الإسلام – الجمعية الشرعية بمصر.
- في الدراسات الإسلامية – المغربي عبد السلام محمد شدادي.
- في اللغة العربية والأدب – السعودي عبد العزیز بن ناصر المانع.
- في الطب – الأمريكي رونالد ليفي.
- في العلوم – مناصفة بين البريطاني ریتشارد فریند والروسي راشد سنييف.

## أعياد ومناسبات
- 3 أكتوبر - عيد منتصف الخريف

## وصلات خارجية
- حصاد 2009، الجزيرة نت. الموقع الإنترنتي الرسمي لقناة الجزيرة الإخبارية الفضائية القطرية.